# Шильєн (Західна Вірджинія)
Шильєн (англ. Chelyan) — переписна місцевість (CDP) в США, в окрузі Кенова штату Західна Вірджинія. Населення — 681 особа (2020).

## Географія
Шильєн розташований за координатами 38°11′45″ пн. ш. 81°29′34″ зх. д. / 38.19583° пн. ш. 81.49278° зх. д. (38.195745, -81.492779).  За даними Бюро перепису населення США в 2010 році переписна місцевість мала площу 1,11 км², з яких 1,04 км² — суходіл та 0,07 км² — водойми.

## Демографія
Згідно з переписом 2010 року, у переписній місцевості мешкало 776 осіб у 357 домогосподарствах у складі 208 родин. Густота населення становила 697 осіб/км².  Було 396 помешкань (356/км²).
Расовий склад населення:
| - 96,3 % — білих - 0,3 % — чорних або афроамериканців - 0,3 % — азіатів |

До двох чи більше рас належало 2,7 %. Частка іспаномовних становила 1,0 % від усіх жителів.
За віковим діапазоном населення розподілялося таким чином: 18,3 % — особи молодші 18 років, 64,0 % — особи у віці 18—64 років, 17,7 % — особи у віці 65 років та старші. Медіана віку мешканця становила 45,0 року. На 100 осіб жіночої статі у переписній місцевості припадало 96,0 чоловіків;  на 100 жінок у віці від 18 років та старших — 95,1 чоловіків також старших 18 років.
Середній дохід на одне домашнє господарство  становив 34 496 доларів США (медіана — 18 841), а середній дохід на одну сім'ю — 46 637 доларів (медіана — 31 069). За межею бідності перебувало 24,7 % осіб, у тому числі 40,7 % дітей у віці до 18 років та 0,0 % осіб у віці 65 років та старших.
Цивільне працевлаштоване населення становило 219 осіб. Основні галузі зайнятості: освіта, охорона здоров'я та соціальна допомога — 26,9 %, транспорт — 21,9 %, роздрібна торгівля — 15,5 %, публічна адміністрація — 10,5 %.